# Lleonard Muntaner i Mariano
Lleonard Muntaner i Mariano (Palma, 1952) és un editor i historiador mallorquí. Llicenciat en Filosofia i Lletres amb Premi Extraordinari (1976) i doctor en Història (1988) per la Universitat de Barcelona, amb la tesi Els xuetes de Mallorca: espai, economia i societat a finals del s. XVII.
Durant el període 1976-1989, fou professor del Departament de Geografia de la UIB. Especialitzat en història moderna, ha publicat nombrosos articles a revistes especialitzades, com Estudis Baleàrics, Randa, Revista de Catalunya i Treballs de Geografia, entre d'altres. Ha col·laborat en publicacions col·lectives, com Lectures Mallorquines, Atlas de les Illes Balears. Geogràfic, econòmic i històric, La Inquisición española. Nueva visión, nuevos horizontes, Cent anys d'història de les Illes Balears, Aportaciones para una guía de los archivos de Baleares, Perfiles jurídicos de la Inquisición española i Baleares, hoy.
Ha dirigit els treballs de catalogació dels arxius municipals d'Escorca, Bunyola i de la biblioteca de la Reial Acadèmia de Medicina i Cirurgia de Palma. Col·laborador habitual de la Gran Enciclopèdia de Mallorca, en coordinà el volum Mallorca. Amb relació a Calvià, fou fundador, juntament amb Pere Orpí, de la revista Vora Mar. Obtingué diversos premis d'investigació als Premios Calvià en les convocatòries de 1971, 1972, 1973, 1975, 1976, 1977 i 1978. Del 1995 al 1999 fou tècnic de Patrimoni Històric de l'Ajuntament de Calvià. En relació amb el món de l'art, és coautor dels llibres de poemes Temptant l'equilibri i One mind, publicat al Japó (Tòquio, 1977). Fou un dels fundadors del grup plàstic Criada 74.
Com a editor, el 1989, fundà El Drac Editorial i el 1990, amb Josep Juan Vidal, El Tall editorial. Des del 1994 dirigeix Lleonard Muntaner, Editor, editorial especialitzada en el camp de les ciències socials. Des de fa cinc anys Lleonard Muntaner, Editor ha fet un gir en la seva línia editorial amb l'objectiu de donar-se a conèixer arreu de l'estat, amb col·leccions de tant renom com Traus (dirigida per Damià Pons), o Temps Obert (dirigida per Arnau Pons) on es publiquen traduccions al català d'obres d'assaig i de poesia d'autors de gran qualitat i prestigi com Sarah Kofman, Idith Zerthal, Hannah Arendt, Ales Debeljak, Max Jacob i Guillaume Apollinaire. El 2007 va rebre el Premi Ramon Llull i el 2024 el Premi Josep M. Llompart, dels Premis 31 de Desembre de l'Obra Cultural Balear (OCB) destinat a premiar una persona que s'hagi distingit a les Illes Balears per la seva dedicació a la normalització de la llengua, la cultura o la identitat nacional.

## Obres
- Un model de ciutat preindustrial: la ciutat de Mallorca al segle XVIII
- Los chuetas de Mallorca: antisemitismo y competencia económica a finales del siglo XVII
- Sobre La fe triunfante i els seus vertaders promotors
- Mossèn Josep Tarongí i Cortès, del ressentiment a la controvèrsia
- La Inquisició a les Balears. Segles XV al XIX
- El tribunal de la Inquisición en Mallorca. Relación de causas de fe, 1578-1806.